# Kuwait nos Jogos Olímpicos de Verão de 1976
O Kuwait participou dos Jogos Olímpicos de Verão de 1976 em Montreal, Canadá.

## Resultados por Evento

### Atletismo
400m com barreiras masculino
- Abdlatef Abbas Hashem
  - Eliminatórias — 53.06s (→ não avançou)

Revezamento 4x100m masculino
- Abdulaziz Abdulkareem, Abdulkareem Alawad, Ibraheem Alrabee, e Abdlatef Abbas Hashem
  - Eliminatórias — 41.61s (→ não avançou)